# Synallaxis candei
Synallaxis candei là một loài chim trong họ Furnariidae. Loài này được tìm thấy ở Colombia và Venezuela. Môi trường sống tự nhiên của chúng là rừng khô nhiệt đới hoặc cận nhiệt đới và vùng cây bụi khô nhiệt đới hoặc cận nhiệt đới. Loài chim này được đặt theo tên của Đô đốc Antoine Marie Ferdinand de Maussion de Candé, một nhà thám hiểm của Nam Mỹ.